# Принц од Велса-Хајдер (Аљаска)
Принц од Велса-Хајдер (енгл. Prince of Wales-Hyder) насељено је место без административног статуса у америчкој савезној држави Аљаска.

## Демографија
По попису из 2010. године број становника је 5.559, што је 0 (0,0%) становника више него 2000. године.
| Група             | 2000.         | 2010.         |
| Белци             | 3.228 (52,5%) | 2.756 (49,6%) |
| Афроамериканци    | 9 (0,1%)      | 17 (0,3%)     |
| Азијати           | 22 (0,4%)     | 21 (0,4%)     |
| Хиспаноамериканци | 107 (1,7%)    | 127 (2,3%)    |
| Укупно            | 6.146         | 5.559         |